# 178 Belisana
178 Belisana este un asteroid din centura principală, descoperit pe 6 noiembrie 1877, de Johann Palisa.